# Берриа-Сен-При, Шарль
Шарль Берриа-Сен-При (фр. Charles Berriat-Saint-Prix; 1801—1870) — французский юрист, адвокат, учёный-правовед (доктор прав) и королевский прокурор.

## Биография
Родился в Гренобле, был старшим сыном известного правоведа Жака Берриа-Сен-При. Докторскую степень в области права получил уже в 22-летнем возрасте, при этом научным руководителем его диссертации был его отец. После завершения образования стал заместителем королевского прокурора, затем был прокурором в суде присяжных департамента Эндр и Луара, в 1845 году был назначен королевским прокурором в суде первой инстанции Понтуаза. Затем был заместителем генерального прокурора Парижа, в 1857 году получил назначение советником императорского двора.
Умер в Рьоме в 1870 году.

## Издания
Как и его отец, оставил целый ряд научных работ в области права, важнейшие из них:
- «Recherches sur la question de la torture» (1835);
- «Législation de la chasse et de la louveterie commentée» (1844);
- «Traité de la procédure des tribunaux criminels» (1851);
- «Etude sur les principaux criminalistes depuis le XVI siècle» (1855);
- «Mazas,étude sur l’emprisonnement individuel» (1860);
- «La justice révolutionnaire à Paris, Bordeaux, Brest, Lyon etc. d’après les documents originaux» (1861).